# Raf Hulpiau
Raphaël (Raf) Achilles Hilduardus Hulpiau (Zele, 22 oktober 1910 - Leuven, 9 december 1997) was een Belgische politicus voor de CVP.

## Biografie
Raphaël Hulpiau was een zoon van Theodorus Hulpiau en Helena Laurent. Hij volgde zijn middelbare studies aan de colleges van Deinze en Dendermonde, waar hij flamingant werd. Hij behaalde in 1931 het diploma van licentiaat in de handels-, consulaire en maritieme wetenschappen aan de Sint-Ignatiushogeschool in Antwerpen. Ook werd hij in 1940 licentiaat in de staats- en sociale huishoudkunde en in 1945 doctor in de economische wetenschappen aan de Katholieke Universiteit Leuven. Tijdens zijn studies was hij actief in het Katholiek Vlaams Hoogstudentenverbond.
Beroepshalve was hij leraar en docent aan verschillende scholen. Van 1942 tot 1943 was hij aan de KU Leuven assistent van professor Gaston Eyskens, van 1945 tot 1953 was hij professor aan de Economische Hogeschool Sint-Aloysius (EHSAL) in Brussel en was hij vanaf 1948 docent, lector en van 1964 tot 1978 buitengewoon hoogleraar aan de KU Leuven.
Hulpiau werd tevens actief in de christelijke arbeidersbeweging. Van 1941 tot 1943 was hij directeur van de studiedienst van het Centraal Verbond der Christelijke Textielbewerkers van België, waarna hij van 1945 tot 1951 directeur was van de studiedienst van het ACW. In 1951 volgde hij Paul-Willem Segers op als nationaal voorzitter van het ACW, wat hij bleef tot in 1965. In die hoedanigheid vervulde hij talrijke beheersfuncties onder andere bij de bank BAC en het verzekeringsfonds DVV. Ook was hij van 1954 tot 1981 beheerder van de krant Het Volk.
Van 1965 tot 1977 zetelde hij voor de CVP in de Belgische Senaat: van 1965 tot 1968 en van 1974 tot 1977 als gecoöpteerd senator en van 1968 tot 1974 als rechtstreeks gekozen senator voor het arrondissement Brussel. Van 1972 tot 1974 was hij er tevens ondervoorzitter en van 1968 tot 1975 CVP-fractieleider. Eveneens van 1965 tot 1977 was hij lid van het partijbureau van de CVP. In de Senaat viel hij op als een hevig voorstander van een radicale regionalisering van België.
In de regering Vanden Boeynants-De Clercq was Hulpiau van 1966 tot 1968 bovendien minister van Volksgezondheid. In de periode december 1971-april 1977 had hij als gevolg van het toen bestaande dubbelmandaat ook zitting in de Cultuurraad voor de Nederlandse Cultuurgemeenschap, die op 7 december 1971 werd geïnstalleerd en de verre voorloper is van het Vlaams Parlement. Van februari tot november 1973 en van oktober tot november 1974 zat hij er de CVP-fractie voor. Hij was ook voorzitter van de Vlaamse Gewestraad, die samenkwam van november 1974 tot maart 1977. In deze functie werkte hij mee aan de administratieve decentralisatie van België.
Ten slotte vervulde Hulpiau bestuursfuncties in talrijke (semi-)openbare en privé-instellingen, onder andere van 1949 tot 1955 bij de ]Centrale Raad voor het Bedrijfsleven, van 1949 tot 1955 als voorzitter van de Nationale Maatschappij voor de Huisvesting en van 1960 tot 1965 als ondervoorzitter van de BRT. Bovendien was hij van 1952 tot 1966 voorzitter van het Katholiek Televisie- en Radiocentrum en van 1966 tot 1977 voorzitter van het Landelijk Verbond van Christelijke Coöperaties.